# Добровольческий сектор
Добровольческий сектор, он же волонтёрский сектор, или общественный сектор (включая некоммерческий сектор) — сфера социальной активности, в которой задействованы некоммерческие и неправительственные организации.
Этот сектор называют также «третьим сектором», наряду с государственным и частным секторами. Ещё один синоним — «гражданский сектор», подчёркивающий его связь с гражданским обществом.
Наличие большого развитого общественного сектора иногда рассматривается как показатель здоровья экономики в локальном и национальном масштабах. С ростом числа некоммерческих организаций, ориентированных на социальные услуги, охрану окружающей среды, образование и другие неудовлетворенные потребности общества, некоммерческий сектор играет всё более решающую роль для здоровья и благополучия общества. По мнению экономиста Питера Друкера, некоммерческий сектор обеспечивает превосходную реализацию различных навыков труда и общества.